# Ренато Каппелліні
Ренато Каппелліні (італ. Renato Cappellini, нар. 9 жовтня 1943, Сончино) — італійський футболіст, що грав на позиції нападника, зокрема за «Інтернаціонале», «Рому», а також національну збірну Італії.

## Клубна кар'єра
У дорослому футболі дебютував 1963 року виступами за команду «Інтернаціонале», в якій протягом сезону взяв участь у 4 матчах чемпіонату. 
Згодом протягом сезону 1964/65 грав за «Дженоа», отримавши досвід регулярних виступів на рівні найвищого італійського дивізіону.
1965 року повернувся до «Інтернаціонале», у складі якого відразу ж став чемпіоном Італії 1965/66, щоправда взявши участь лише у шести іграх протягом переможного сезону. Згодом провів в «Інтері» ще два сезони, маючи більше ігрового часу, проте не ставши стабільно основним нападником команди.
Провівши сезон 1968/68 у складі «Варезе», перейшов до столичної «Роми», вистпам за яку присвятив наступні п'ять сезонів кар'єри.
1974 року транзитом через «Фіорентину» опинився в «Комо», за який провів по одному сезону у другому і першому італійських дивізіонах. А завершував ігрову кар'єру у швейцарському «К'яссо», за який виступав протягом 1976—1977 років.

## Виступи за збірну
У березні 1967 року провів два офіційні матчі у складі національної збірної Італії. У другому з них став автором єдиного гола італійців у ворота збірної Португалії.

## Кар'єра тренера
Невловзі після завершення ігрової кар'єри мав пропозицію повернутися до «Роми» і очолити одну з молодіжних команд «вовків». Відхилив пропозицію через родинні обставини.
Єдиний досвід тренерської роботи отримав протягом 1987–1988 років, працюючи з нижчоліговою командою «Оспіталетто».
| Дата      | Місто   | Господарі | Результат | Гості      | Турнір            | Голи | Примітки |
| --------- | ------- | --------- | --------- | ---------- | ----------------- | ---- | -------- |
| 22-3-1967 | Нікосія | Кіпр      | 0 – 2     | Італія     | Відбір до ЧЄ 1968 | -    |          |
| 27-3-1967 | Рим     | Італія    | 1 – 1     | Португалія | товариський матч  | 1    | 59'      |
| Усього    |         | Матчів    | 2         |            | Голів             | 1    |          |

## Титули і досягнення
- Чемпіон Італії (1):

«Інтернаціонале»: 1965-1966